# 미스미선
미스미선(일본어: 三角線)은 일본 구마모토현 우토시의 우토역부터 구마모토 현 우키시의 미스미역에 이르는 규슈 여객철도의 철도 노선(지방 교통선)이다.
2011년 9월부터, 공모에 의해서 결정되었던 애칭 아마쿠사미나미 선이 사용되고 있다.

## 개요
우토역으로 가고시마 본선부터 분기해서, 스미요시 - 아카세 간에서는 우토 반도의 북안을 달려, 아카세 - 하타우라 간에서 반도를 횡단해서 아마쿠사 제도의 오야노지마 섬에 마주해 아마쿠사 각지로의 배나 버스가 발착하는 우키 시 미스미 정과를 연결하고 있다. 미스미 항부터는 미스미 시마바라 페리에 의해 시마바라 항과의 카페리도 운항이 되고 있지만 2006년 8월 29일 마지막으로 폐지되었다.
전 열차가 가고시마 본선 구마모토역으로 노선 연장하고 있다. 전 노선으로 SUGOCA의 사용이 나지 않지만, 기점은 우토 역은 2012년도 이후에 사용 가능할 예정이다.

## 노선 정보
- 관할 (사업 종별) : 큐슈 여객철도 (제1종 철도사업자)
- 노선 거리 (영업 거리) : 25.6km
- 궤간 : 1067mm
- 역수 : 9 (기 · 종점 역 포함)
  - 미스미 선 소속역으로 한정된 경우, 기점의 우토 역(가고시마 본선 소속)이 제외되어, 8역이 된다.
- 복선 구간 : 없음 (전 노선 단선).
- 전선화 구간 : 없음 (전 노선 비전선화).
- 폐색 방식 : 특수 자동 폐색식 (전자 부호 조사식).

전 노선이 큐슈 여객철도 구마모토 지사의 관할이다.

## 역 목록
- 모든 역이 구마모토현에 소재한다.

| 노선명        | 역 이름  | 일본어 이름 | 역간 거리 | 누적 거리 | 접속 노선                                                                                                  | 소재지     | 소재지 |
| ------------- | -------- | ----------- | --------- | --------- | --- | ---------- | ------ |
| 가고시마 본선 | 구마모토 | 熊本        | -         | 10.9      | 규슈 신칸센·가고시마 본선 (오무타 방면)·호히 본선 (아소코겐 선) 구마모토 시 교통국 노면 전차 간선·다사키선 | 구마모토시 |        |
| 가고시마 본선 | 가와시리 | 川尻        | 5.3       | 5.6       | | 구마모토시 |        |
| 가고시마 본선 | 도미아이 | 富合        | 3.4       | 2.2       | | 구마모토시 |        |
| 가고시마 본선 | 우토     | 宇土        | 2.2       | 0.0       | 가고시마 본선 (야쓰시로 방면)                                                                              | 우토시     |        |
| 미스미선      |          |             |           |           | | 우토시     |        |
| 미도리카와    | 緑川     | 4.0         | 4.0       |           | | 우토시     |        |
| 스미요시      | 住吉     | 3.2         | 7.2       |           | | 우토시     |        |
| 히고나가하마  | 肥後長浜 | 4.2         | 11.4      |           | | 우토시     |        |
| 오다          | 網田     | 3.1         | 14.5      |           | | 우토시     |        |
| 아카세        | 赤瀬     | 3.9         | 18.4      |           | | 우토시     |        |
| 이시우치다무  | 石打ダム | 1.2         | 19.6      | 우키시    | |            |        |
| 하타우라      | 波多浦   | 3.9         | 23.5      | 우키시    | |            |        |
| 미스미        | 三角     | 2.1         | 25.6      | 우키시    | |            |        |